# Карпилівський ботанічний заказник
Карпилівський заказник — ботанічний заказник місцевого значення в Україні. Розташований у межах Рокитнівської селищної громади Сарненського району Рівненської області, на захід від села Карпилівка.
Площа 700 га. Статус присвоєно згідно з рішенням облвиконкому № 343 від 22.11.1983 року (зі змінами рішення облвиконкому № 98 від 18.06.1991 р.). Перебуває у віданні: Карпилівська сільська рада, ДП СЛАП «Рокитнівський держспецлісгосп» (Карпилівське л-во: кв. 54, вид. 1-10, кв. 55, вид. 1, 3-36).